# Davidson da Luz Pereira
Davidson da Luz Pereira, semplicemente noto come Davidson o Davidson Pereira (Goiânia, 5 marzo 1991), è un calciatore brasiliano, centrocampista del Qingdao Xihaian.

## Palmarès

### Competizioni nazionali
- Campionato cinese: 1

Wuhan San Zhen: 2022
- Supercoppa di Cina: 1

Wuhan San Zhen: 2023